# Euphoria fulveola
Euphoria fulveola är en skalbaggsart som beskrevs av Bates 1889. Euphoria fulveola ingår i släktet Euphoria och familjen Cetoniidae. Inga underarter finns listade i Catalogue of Life.